# マルヴィナ・スマジェク
マルヴィナ・スマジェク（Malwina Smarzek, 1996年6月3日 - ）は、ポーランドの女子バレーボール選手。ポーランド代表。

## 来歴

### クラブチーム
ワスク出身。2014年、LTSレギオノヴィア・レギオノヴォへ入団。2年間プレーした。2016年、KPSチェミック・ポリツェへ移籍。2016/17、2017/18シーズンのタウロンリーガで連覇を果たした。2018年7月、イタリアセリエA1のバレー・ベルガモと契約し、2年間プレーした。2020年4月、ベルガモを退団し、2020/21シーズンはイゴール・ゴルゴンゾーラ・ノヴァーラでプレーすることが発表され、2020/21シーズンのセリエA1リーグとコッパ・イタリアでは準優勝した。欧州チャンピオンズリーグに参戦し3位となった。2021年5月、ロシアのロコモティブ・カリーニングラードへ移籍することが発表され、ロシアスーパーリーグに出場していたが、ロシアによるウクライナ侵攻による情勢からチームを退団し、2022年3月にKSディヴェロプレス・ジェシュフへ加入した。2022年5月、ブラジルのオザスコへの移籍が発表され、2022/23シーズンのブラジル・スーパーリーグでは3位となった。2023年6月、イタリアのカザルマッジョーレと契約し、1年間プレーした。2024年5月、Wash4Green Pineroloと契約し、セリエA1リーグでは9位となった。

### 代表チーム
アンダーカテゴリーの代表として2013年、U-18欧州選手権で金メダルを獲得した。同年、U-18世界選手権に出場した。2014年にシニア代表に初選出され、ワールドグランプリでデビューした。2017年より代表チームにレギュラーに抜擢されると中心選手として活躍。2019年のモントルーバレーマスターズで優勝すると、大会MVPとベストオポジット賞を受賞した。同年のネーションズリーグではファイナルラウンド進出を果たす原動力となり、大会通算で421得点を上げる活躍をみせた。同年9月の欧州選手権では4位となった。2020年1月に開催された東京五輪欧州最終予選では惜しくも出場権獲得ならなかった。2021年、欧州選手権に出場し5位となった。その後は代表から離れていたが、2024年に代表復帰すると、同年のネーションズリーグで銅メダルを獲得した。同年7-8月のパリ五輪に出場した。

## 球歴
- オリンピック - 2024年
- 欧州選手権 - 2019年、2021年
- ワールドグランプリ - 2014年、2015年、2016年、2017年
- ネーションズリーグ - 2018年、2019年、2021年、2024年、2025年

## 所属クラブ
- LTSレギオノヴィア・レギオノヴォ（2014-2016年）
- KPSチェミック・ポリツェ（2016-2018年）
- バレー・ベルガモ（2018-2020年）
- イゴール・ゴルゴンゾーラ・ノヴァーラ（2020-2021年）
- ロコモティブ・カリーニングラード（2021-2022年）
- KSディヴェロプレス・ジェシュフ（2022年）
- オザスコ（2022-2023年）
- カザルマッジョーレ（2023-2024年）
- Wash4Green Pinerolo（2024年-）